# サニー横山
サニー横山（サニーよこやま、愛称「Sunny」、本名：横山真隆、1976年4月 - ）は、日本のパイロット。島根県松江市美保関町出身。実家は美保神社の社家。

## 経歴
1998年カリフォルニア州にある航空学校アルプスナイスエアに入校。
事業用、多発、計器飛行、飛行教官のライセンスを習得。
2000年からアルプスナイスエアのインストラクター。
同校を訪れていたロック岩崎と出会いエアショーパイロットを志す。
エアロック・エアロバティックチームに所属し、エアショーパイロットとして活動。
各地のイベントでフライトを実施していた。
- 2004年8月27日、但馬空港でロック岩崎のウイングマン（2番機）としてデビュー。
- 2005年4月21日、但馬空港で訓練中ロック岩崎が事故死。エアロックの継承者となる。
- 2006年5月3日、但馬空港より離陸直後のモーターグライダーが墜落。救助作業を行う。
- 2007年10月7日、実家の美保神社で開催された「第三回世界平和祈願祭」でフライトを実施、故郷に錦を飾る。
- 2012年12月1日、Peach Aviationに入社し、エアバスA320の副操縦士となる[1]。